# 陕西老鹳草
陕西老鹳草（学名：Geranium shensianum）为牻牛儿苗科老鹳草属的植物，为中国的特有植物。分布于中国大陆的陕西、四川、甘肃等地，生长于海拔1,800米至2,800米的地区，多生长于山地草甸及疏林下，目前尚未由人工引种栽培。